# Amplificateur de puissance radiofréquence
Pour les articles homonymes, voir amplificateur.

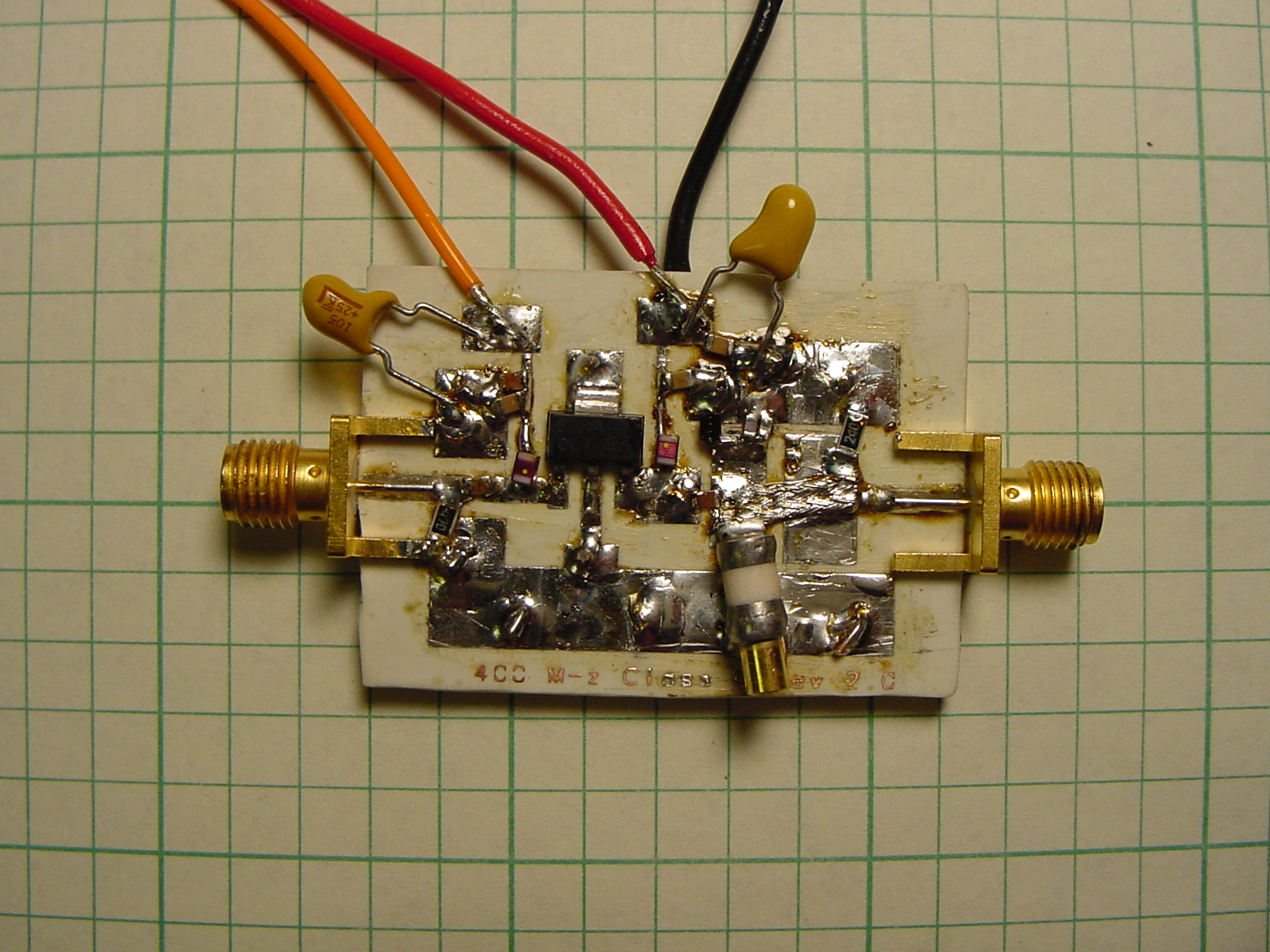
Un amplificateur de puissance radiofréquence

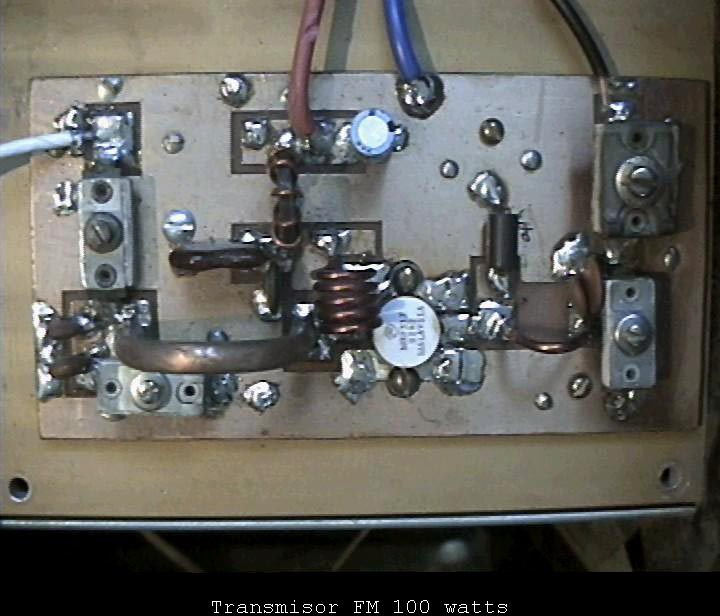
Amplificateur de puissance VHF de classe C basé sur le transistor MRF317.

Un amplificateur de puissance radiofréquence (amplificateur de puissance RF) est un type d'amplificateur électronique qui convertit un signal radiofréquence de faible puissance en un signal de puissance plus élevée. En règle générale, les amplificateurs de puissance RF pilotent l'antenne d'un émetteur. Les objectifs de conception incluent souvent le gain, la puissance de sortie, la bande passante, l'efficacité énergétique, la linéarité (faible compression du signal à la sortie nominale), l'adaptation d'impédance d'entrée et de sortie et la dissipation thermique.

## Classes d'amplificateurs
De nombreux amplificateurs RF modernes fonctionnent dans différents modes, appelés « classes », pour aider à atteindre différents objectifs de conception. Certaines classes sont la classe A, la classe AB, la classe B, la classe C, qui sont considérées comme les classes d'amplificateurs linéaires. Dans ces classes, l'appareil actif est utilisé comme source de courant contrôlée. La polarisation à l'entrée détermine la classe de l'amplificateur. Un compromis commun dans la conception des amplificateurs de puissance est entre efficacité et linéarité. Les classes précédemment nommées deviennent plus efficaces, mais moins linéaires, dans l'ordre dans lequel elles sont répertoriées. Le fonctionnement de l'appareil actif en tant que commutateur se traduit par une efficacité supérieure, théoriquement jusqu'à 100 %, mais une linéarité plus faible. Parmi les classes de mode de commutation figurent la classe D, la classe F et la classe E.  L'amplificateur de classe D n'est pas souvent utilisé dans les applications RF car la vitesse de commutation finie des dispositifs actifs et le stockage de charge possible en saturation pourraient conduire à une détérioration de l'efficacité.

## Amplificateurs à semi-conducteurs ou à tubes à vide
Les amplificateurs de puissance RF modernes utilisent des dispositifs à semi-conducteurs, principalement des MOSFET (transistors à effet de champ métal-oxyde-semi-conducteur),,. Les premiers amplificateurs RF basés sur MOSFET remontent au milieu des années 1960. Les transistors à jonction bipolaire étaient également couramment utilisés dans le passé, jusqu'à ce qu'ils soient remplacés par des MOSFET de puissance, en particulier des transistors LDMOS, comme technologie standard pour les amplificateurs de puissance RF dans les années 1990, en raison des performances RF supérieures des transistors LDMOS.
Les transistors MOSFET et autres dispositifs à semi-conducteurs modernes ont remplacé les tubes à vide dans la plupart des appareils électroniques, mais les tubes sont toujours utilisés dans certains émetteurs haute puissance (voir Amplificateur de Valve RF  ). Bien que mécaniquement robustes, les transistors sont électriquement fragiles – ils sont facilement endommagés par une tension ou un courant excessif. Les tubes sont mécaniquement fragiles mais électriquement robustes – ils peuvent supporter des surcharges électriques remarquablement élevées sans dommages appréciables.

## Applications
Les applications de base de l'amplificateur de puissance RF comprennent la commande vers une autre source de puissance élevée, la commande d'une antenne émettrice et l'excitation de résonateurs à cavité micro-ondes . Parmi ces applications, la commande d'antennes d'émetteurs est la plus connue. Les émetteurs-récepteurs sont utilisés non seulement pour la communication vocale et de données, mais également pour la détection météorologique (sous la forme d'un radar). [réf. nécessaire]
Les amplificateurs de puissance RF utilisant LDMOS (MOSFET à diffusion latérale) sont les dispositifs semi-conducteurs de puissance les plus largement utilisés dans les réseaux de télécommunications sans fil, en particulier les réseaux mobiles,, . Les amplificateurs de puissance RF basés sur LDMOS sont largement utilisés dans les réseaux mobiles numériques tels que 2G, 3G, et 4G .

## Conception d'amplificateur large bande
Les transformations d'impédance sur une large bande passante sont difficiles à réaliser, ainsi la plupart des amplificateurs à large bande utilisent une charge de sortie de 50 Ω. La puissance de sortie du transistor est alors limitée à 
{\displaystyle P_{out}\leq {\frac {(V_{br}-V_{k})^{2}}{8Z_{o}}}}
{\displaystyle V_{br}} est définie comme la tension de rupture 
{\displaystyle V_{k}} est définie comme la tension de coude 
{\displaystyle Z_{o}} est choisi de manière que la puissance nominale puisse être atteinte. La charge externe est généralement {\displaystyle Z_{L}=50\Omega \,}. Par conséquent, il doit y avoir une sorte de transformation qui se transforme de {\displaystyle Z_{o}} à {\displaystyle Z_{L}=50\Omega \,} .
La méthode de la ligne de charge (loadline en anglais) est souvent utilisée dans la conception d'amplificateurs de puissance RF.

## Voir également
- Amplificateur FET
- Électronique de puissance